# Яв-Прав-Нав
Яв-Прав-Нав (або «Яво, Право, Наво», «Ява, Права, Нава») — поняття з «Велесової книги», популярне в «рідновір'ї». В академічних джерелах давньослов'янська автентичність даної трихотомії заперечується, адже вона бере початок саме з Велесової книги, яка визнана підробкою, до того ж неякісною. Однак поняття «навь» все ж існувало й означало душу, яка не отримала спокою після смерті, тобто фактично індивіда, який помер неприродною смертю. Дані стосовно існування термінів «яв» і «прав» в давньослов'янських першоджерелах відсутні.
Така триглава система світобачення заснована на єдності усього світу, це модель Всесвіту й людини, де для кожної істоти, предмета чи явища є своє місце. Світове дерево — одна із форм зображення слов'янської світобудови є посередником між світами — своєрідна дорога, міст, драбина, якими можна перейти до світу богів або в потойбіччя. Про древо життя у світі створено безліч легенд, казок, цей символ знайшов відображення в орнаментах багатьох народів.

## «Право» та «Православ'я»— врідновір'ї
Вчення про «Яв, Прав, Нав» популярне в сучасному рідновір'ї. Частина рідновірів вважає, що слово «православ'я» є дохристиянською назвою релігії слов'ян і постала зі словосполучення (відомого з «Велесової книги»): «(богів) Право (тобто правдиво) славимо». Тому деякі рідновіри називають свою релігію, «Рідна православна віра», «Община Рідної Православної Віри», «Слов'янська православна віра».

## Складові

### Ява (Яв)
Ява або Яв — явний, реальний (матеріальний) світ, де людина живе протягом земної долі. Фізична складова, що оточує людину в теперішньому часі («на яву»), і по суті, співвідноситься з природою.

### Нава (Нав)
Нава або Нав — так званий «Підземний світ», місце, куди людина потрапляє після смерті, і звідки повертається до Яві після переродження.
Стародавнє значення рос. навь (згідно з Тлумачним словником Даля) — «мрець». Даль згадує ще варіанти навей, навье, а також навий день («день поминання мертвих на поминальному тижні» ). Український лексикограф Є. І. Желехівський тлумачить схожі українські слова нав і нава як «домовина», «труна», а також наводить слово навк у значенні «мрець». Відома також інша назва Великого Четверга — «Навський Великдень». Схожі слова існують в інших слов'янських мовах: д.-рус. навь, навъ, навие («мрець»), болг. і мак. нави («злі духи, що мучать породіллю»), ст.-чеськ. nav, nava, náva («потойбіччя»), староцерк.-слов. навь («мрець»). З того ж кореня походить й українське «навка» («нявка», «мавка»).
Праслов'янське *navь (також дієслово *nyti) зіставляють з лит. nave і прусськ. nowis («смерть», «труп»), латис. nâve («смерть»), гот. naus («мертвий»), а також з грец. ναΰς, лат. navis («корабель», пор. «нава (архітектура)»). Первісне значення відновлюють як «корабель мертвих» (згідно з праіндоєвропейськими уявленнями, мертві відпливають до потойбіччя на човнах).

### Права (Прав)
Прав або Права — система, що її людина намагається (прагне) впровадити для організації власного суспільства, свого існування, життя. Наслідок того, що людям від богів дане мислення, тенденція до самовдосконалення. Рідновіри стверджують: «Хотілося б звернути увагу на той факт, що наріжним кутом філософії давніх слов'ян ставилася не сліпа віра, а знання — розуміння законів буття (законів Прави) і неухильне слідування їм».
Іншими словами, всезагальний закон, встановлений Родом. Згідно цього закону й існує світ. Це поняття подібне до «саттви» в індійській філософії (Гармонія, абсолютна Реальність, справедливість Законів Всесвіту).

### Тризуб Яв-Прав-Нав
Тризуб Яв-Прав-Нав — символ триєдності. Основна ідея концепції ґрунтується на тому, що в основі тризуба лежить Нав. Зображена у вигляді яйця, вона символізує початок і водночас джерело живлення для Яви, що неначе виростає з неї, як пагін (порівняйте з феніксом, що вилітає із попелу). У даній конструкції Прав грає роль немовби підтримувача Яви, у її прагненні висоти.
Спосіб світобачення «Яв-Нав-Прав» також відображений і в писанкових мотивах[джерело?].

## Психологічний зміст
У рідновірчій психології триєдність трактують, як трирідність людської суті:
Яв — суть натуралістична, очевидне фізичне оточення. Існування людини в даному аспекті головно продиктовано проблемами виживання та матеріального розвитку як всього суспільства чи нації, так і окремого індивіда чи спільноти.
Нав — дослідницька суть, що проводиться лише людьми, що усвідомлюють світ, його закони, осягають його цілісність в точності чи суперечностях.
Прав — регуляційна суть, що прогресує та розвивається згідно з розвитком людства. Організація людством власного життя, побуту, виокремлення його з-під впливу закономірностей і нефізичних законів природи.
Тризуб Яв-Прав-Нав (як психологічна метафора) — взаємозв'язок між складовими. Чим вище сягає Яв у своєму прагненні вирости з Нави, тим міцніше, стабільніше та відповідно вище має бути Права. Якщо ж Ява буде рости без підтримки і корекції Прави, то дуже швидко стане очевидним її слабкість без неї, Ява зруйнується і повернеться до Нави, з якої невдовзі виросте нова Ява.